# Biatorbágy vasútállomás
Biatorbágy vasútállomás egy Pest vármegyei vasútállomás, Biatorbágy településen, a MÁV üzemeltetésében. 1975-1977 között épült. Közúti megközelítését önkormányzati utak biztosítják. Helyközi és helyi buszjáratok egyaránt érintik.

## Vasútvonalak
Az állomást az alábbi vasútvonalak érintik:
- Budapest–Hegyeshalom-vasútvonal

## Kapcsolódó állomások
A vasútállomáshoz az alábbi állomások vannak a legközelebb:
- Törökbálint megállóhely (Budapest-Keleti pályaudvar, Budapest–Hegyeshalom-vasútvonal)
- Herceghalom vasútállomás (Rajka vasútállomás, Budapest–Hegyeshalom-vasútvonal)

## Megközelítés tömegközlekedéssel
- Helyközi busz:  760, 762, 778, 782
- Távolsági busz:  1253

## Forgalom
| Járat                   | Útvonal | Gyakoriság                           |
| ----------------------- | --- | ------------------------------------ |
| S10                     | Budapest-Déli – Budapest-Kelenföld – Budaörs – Törökbálint – Biatorbágy – Herceghalom – Bicske alsó – Bicske – Szár – Szárliget – Alsógalla – Tatabánya – Vértesszőlős – Tóvároskert – Tata – Almásfüzitő – Almásfüzitő felső – Szőny – Komárom – Ács – Nagyszentjános – Győrszentiván – Győr-Gyárváros – Győr                                                    | Óránként                             |
| G10                     | Budapest-Keleti → Ferencváros → Budapest-Kelenföld → Biatorbágy → Bicske alsó → Bicske → Alsógalla → Tatabánya → Tóvároskert → Tata → Komárom → Ács → (Nagyszentjános → Győrszentiván →) Győr-Gyárváros → Győr |                                      |
| G10                     | Győr → Komárom → Tata → Tatabánya → Alsógalla → Bicske → Bicske alsó → Biatorbágy → Budapest-Kelenföld → Budapest-Déli | Munkanapokon napi 1 Budapest felé    |
| G10                     | Bicske → Bicske alsó → Biatorbágy → Budapest-Kelenföld | Munkanapokon reggel 3 Budapest felé  |
| S12                     | Budapest-Déli – Budapest-Kelenföld – Budaörs – Törökbálint – Biatorbágy – Herceghalom – Bicske alsó – Bicske – Szár – Szárliget – Alsógalla – Tatabánya – Bánhida – Környe – Kecskéd alsó – Oroszlány | Óránként                             |
| gyorsított személyvonat | Budapest-Keleti – Ferencváros – Budapest-Kelenföld – (Biatorbágy → Bicske alsó → Bicske →) Alsógalla – Tatabánya (← Vértesszőlős) – Tóvároskert – Tata (← Almásfüzitő ← Almásfüzitő felső ← Szőny) – Komárom – Ács (← Nagyszentjános ← Győrszentiván) – Győr-Gyárváros – Győr – Abda – Öttevény – Lébény-Mosonszentmiklós – Mosonmagyaróvár – Levél – Hegyeshalom | Munkanapokon napi 1 Hegyeshalom felé |

## Kapcsolódó oldalak
- Biatorbágyi merénylet